# Prisión permanente revisable

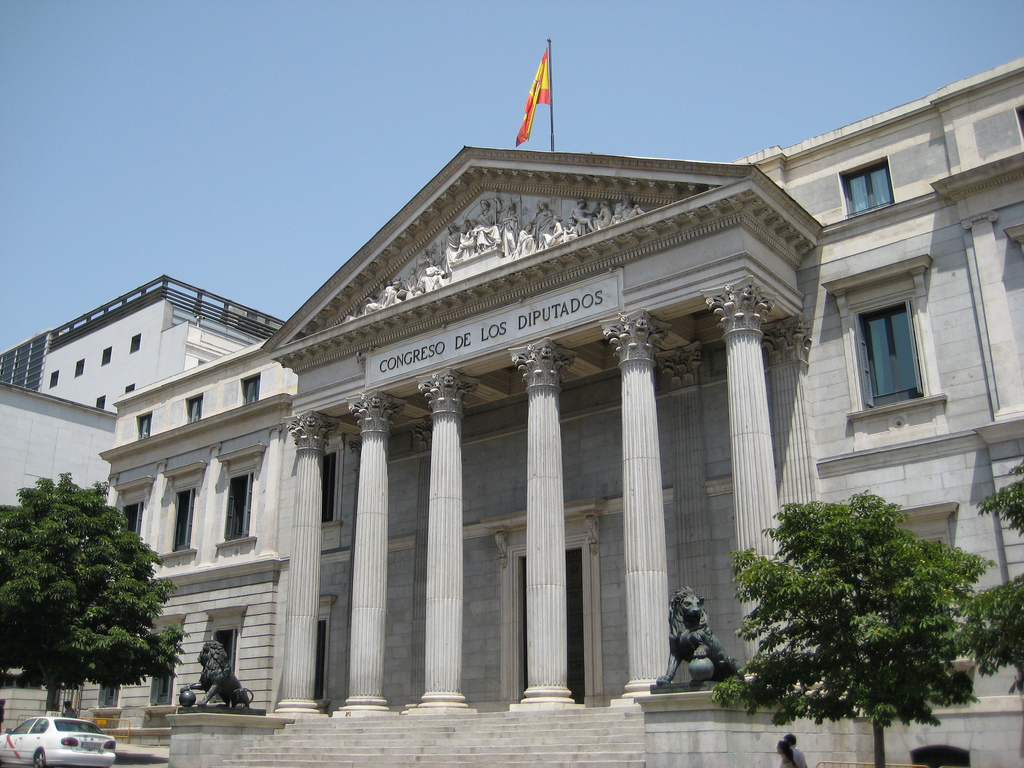
El Congreso de los Diputados aprobó definitivamente la ley en el marco del pacto antiyihadista.

La prisión permanente revisable (PPR) es la máxima pena privativa de libertad en España. Fue aprobada por las Cortes Generales en marzo de 2015, junto con la Ley de Seguridad Ciudadana, con el único apoyo del Partido Popular y en el contexto del pacto antiyihadista. Entró en vigor el día 31 de ese mes.
Según el Código Penal, la prisión permanente revisable es aplicable en los siguientes delitos: crímenes de lesa humanidad, el asesinato del rey de España, reina o princípies o de un jefe de Estado extranjero que se halle en España, el asesinato cometido en el seno de una organización criminal o terrorista, el asesinato cometido tras la comisión de un delito contra la libertad sexual o el asesinato de una persona menor de dieciséis años, o especialmente vulnerable. Así como al reo de asesinato condenado por la muerte de más de dos personas.
El Código Penal no define esta pena ni la recoge directamente en ningún artículo. Sin embargo, su regulación se encuentra dispersa a lo largo del texto:
- Artículo 33: Se incluye entre las penas graves del Código Penal.

1. En función de su naturaleza y duración, las penas se clasifican en graves, menos graves y leves.
2. Son penas graves:
a) La prisión permanente revisable.
(...)
Artículo 33 del Código Penal
- Artículo 35: La define como una pena privativa de libertad.

Son penas privativas de libertad la prisión permanente revisable, la prisión, la localización permanente y la responsabilidad personal subsidiaria por impago de multa. Su cumplimiento, así como los beneficios penitenciarios que supongan acortamiento de la condena, se ajustarán a lo dispuesto en las leyes y en este Código.
Artículo 35 del Código Penal
- Artículo 36: Indica que la prisión permanente se revisa según lo dispuesto en el artículo 92 del Código Penal y establece las condiciones del acceso al tercer grado.
- Artículo 78: Regula los plazos para el acceso al tercer grado y para la suspensión de la ejecución de la parte restante de la pena.
- Artículo 92: Recoge el proceso de revisión de la pena de oficio o a instancia de parte.

La pena de prisión permanente revisable es especialmente grave. Por lo tanto, solo se puede imponer como castigo de ciertos delitos determinados:
- Algunos delitos agravados de asesinatos del artículo 140 del Código Penal:
  - Si la víctima es menor de 16 años o es una persona especialmente vulnerable.
  - Si se comete el asesinato después de cometer un delito contra la libertad sexual.
  - Cuando el delito se comete por miembros de una organización criminal.
  - En los asesinatos múltiples.
- Delitos contra la Corona: homicidio al Rey o Reina o Príncipe o Princesa de Asturias (artículo 485.1).
- Delitos de terrorismo en los que se causa la muerte de una persona (artículo 573 bis.1)
- Homicidio del Jefe de un Estado extranjero o de otra persona protegida internacionalmente por un tratado internacional que se encuentre en España (artículo 605.1).
- Delitos contra el derecho de gentes: genocidio y de lesa humanidad (artículo 607).

Para poder suspender la prisión permanente revisable es necesario que se cumplan ciertos requisitos:
1. Un periodo mínimo de cumplimiento, que va de los 25 a los 35 años.
2. El acceso al tercer grado.
3. La valoración del tribunal de que existe un pronóstico favorable de reinserción social, que se realiza teniendo en cuenta factores como la personalidad, los antecedentes, el delito o sus circunstancias sociales y familiares, así como informes de especialistas.
4. Si se trata de delitos de terrorismo, se ha de demostrar el abandono de los propósitos terroristas y la colaboración con las autoridades.
5. Otras condiciones generales y específicas de la legislación penitenciaria.

## Descripción
La pena de prisión permanentes revisable puede ser impuesta únicamente en delitos de excepcional gravedad: asesinatos especialmente graves, terrorismo, homicidio del jefe de Estado o de su heredero, de jefes de Estado extranjeros y en los supuestos más graves de genocidio o de crímenes de lesa humanidad. Esta prisión permanente está sujeta a revisión: tras el cumplimiento íntegro de una parte relevante de la condena, cuya duración depende de la cantidad de delitos cometidos y de su naturaleza, el penado puede obtener una libertad condicionada al cumplimiento de ciertas exigencias, en particular, la no comisión de nuevos delitos.
Una vez cumplida una parte mínima de la condena, un tribunal colegiado deberá valorar nuevamente las circunstancias del penado y del delito cometido y podrá revisar su situación personal. Esta revisión judicial periódica garantiza un horizonte de libertad para el condenado. Cumplida esa primera parte mínima de la pena, si el tribunal considera que no concurren los requisitos necesarios para que el penado pueda recuperar la libertad, se fijará un plazo para llevar a cabo una nueva revisión de su situación; y si, por el contrario, el tribunal valora que cumple los requisitos necesarios para quedar en libertad, se establecerá un plazo de libertad condicional en el que se impondrán condiciones y medidas de control orientadas tanto a garantizar la seguridad de la sociedad, como a asistir al penado en esta fase final de su reinserción social.

## Regulación de la prisión permanente revisable en España
La regulación de la prisión permanente revisable está recogida en el Código Penal. Concretamente, la Ley Orgánica 1/2015, de 30 de marzo de 2015, modificó una serie de artículos del Código Penal en lo que al cumplimiento de penas se refiere.
La pena se regula solamente para aquellos culpables de haber cometido un delito relacionado con la vida, que haya terminado en la muerte de la víctima. Quedan excluidos, los delitos de agresión sexual que no conlleven a la muerte, al igual que quedan excluidos los delincuentes reincidentes que no cometan delitos contra la vida de las personas.
El Código Penal establece la prisión permanente revisable para una serie de supuestos concretos, que son, según su artículo 140:
1. El asesinato de una persona menor de dieciséis años, o se trate de una persona especialmente vulnerable por razón de su edad, enfermedad o discapacidad.
2. El asesinato cometido tras la comisión de un delito contra la libertad sexual.
3. El asesinato cometido en el seno de una organización criminal o terrorista.
4. La comisión de más de dos asesinatos por un mismo condenado.
5. El asesinato del rey o de la reina de España, del príncipe o de la princesa de Asturias, de un jefe de Estado extranjero o de cualquier persona internacionalmente protegida por un tratado que se halle en España.
6. Los crímenes de lesa humanidad.

La pena solo será revisada para optar a la suspensión, tras haber cumplido los veinticinco años de condena, siempre y cuando el interno esté clasificado en tercer grado penitenciario.

## Condenados a la PPR
A fecha de marzo de 2025, estas personas han sido condenadas a una pena de prisión permanente revisable:
1. David Oubel. Fue condenado el 6 de julio de 2017 por asesinar a sus dos hijas menores de edad. Primer hombre en ser condenado a la PPR.[4]
2. Sergio Díaz. Condenado el 23 de marzo de 2018 por matar al abuelo discapacitado de su pareja.[5]
3. Daniel Montaño. Condenado el 26 de septiembre de 2018 por asesinar a una niña de 17 meses.[6]
4. Marcos Miras. Condenado el 17 de octubre de 2018 por asesinar a su hijo de 11 años.[7]
5. Patrick Nogueira. Condenado el 15 de noviembre de 2018 a tres prisiones permanentes por acabar con la vida de su tío y sus dos primos, y a otros 24 años por el asesinato de su tía.[8]
6. Pablo Catalán. Condenado a prisión permanente revisable el 7 de marzo de 2019 por asesinar y violar a una mujer.[9]
7. Francisco Salvador. Fue la primera condena por un caso de violencia de género. Fue condenado el 7 de abril de 2019 por asesinar y violar a su expareja.[10]
8. Enrique Romay Reina. Condenado el 24 de abril de 2019 por intento de violación y posterior asesinato de una mujer.[11]
9. José Rafael García Santana. Fue condenado el 8 de mayo de 2019 por apuñalar hasta la muerte a su mujer discapacitada.[12]
10. Roberto Hernández. Condenado el 5 de junio de 2019 por violar y asesinar a la hija de su pareja.[13]
11. Ana Julia Quezada. Condenada el 30 de septiembre de 2019 por asesinar al hijo de su pareja. Fue la primera mujer en ser condenada a una PPR.[14]
12. Mounir Ayad. Condenado el 6 de noviembre de 2019 por asesinar a su pareja y a su hijo.[15]
13. José Enrique Abuín Gey, el Chicle. Condenado el 17 de diciembre de 2019 por el asesinato de Diana Quer.[16]
14. Ada de la Torre. Condenada el 27 de diciembre de 2019 por asesinar a su hija de 9 años.[17]
15. Gonzalo Sánchez C. Condenado el 14 de febrero de 2020 por asesinar a su tía y pareja discapacitada, quien falleció de múltiples hemorragias.[18]
16. Rubén Mañó Simón. Condenado el 12 de agosto de 2020 a PPR y 17 años y 3 meses más por violar y asesinar a una amiga de 15 años.[19]
17. Antonio Pérez Vázquez. Condenado el 30 de septiembre de 2020 a 3 años de prisión por maltratos continuados y a PPR por estrangular hasta la muerte al hijo (de dos años de edad) de su pareja.[20]
18. Cristina Jiménez Moraleda. Condenada el 30 de septiembre de 2020 a PPR como autora del delito -anteriormente mencionado- por omisión al no actuar ante el asesinato llevado a cabo por su pareja.[20]
19. Iván Pardo Pena. Condenado el 7 de octubre de 2020 a PPR como autor de un delito de asesinato y 2 años de prisión más por maltratos continuados a su sobrina de ocho años.[21]
20. Alejandra García Peregrino. Condenada el 25 de noviembre de 2020 a PPR como autora de un delito de asesinato al hijo de acogida de ocho años de su pareja.[22]
21. Ana María Baños. Condenada el 9 de abril de 2021 a PPR y cuatro años y medio por las lesiones psíquicas y asesinar a su hijo de 7 años.[23]
22. Norbert Feher, Ígor el Ruso. Condenado el 29 de abril de 2021 a PPR por el asesinato del ganadero José Luis Iranzo y los dos guardias civiles Víctor Romero y Víctor Jesús Caballero.[24]
23. Silvia Acebal Martínez. Condenada el 27 de mayo de 2021 a PPR por asesinar a su bebé recién nacido asestándole 53 puñaladas.[25]
24. Francisco Javier Martínez Broch. Condenado el 1 de junio de 2021 a PPR por asesinar a sus padres y a su hermano.[26]
25. Juan Francisco López Ortiz. Condenado el 8 de junio de 2021 a PPR por asesinar a una niña de 13 años de edad mediante acto subsiguiente al de agresión sexual.[27]
26. Juan Carlos Jiménez Jiménez. Condenado el 16 de junio de 2021 a PPR por los asesinatos de un padre y dos hijos perpetrados.[28]
27. Emilio Jiménez Jiménez. Condenado el 16 de junio de 2021 a PPR como autor del delito -anteriormente mencionado- por facilitar el arma homicida.[28]
28. Irene Torres Torres. Condenada el 4 de octubre de 2021 a PPR por un delito de asesinato de una bebé de cinco meses.[29]
29. Joey Lee Mederos Martín. Condenado el 4 de octubre de 2021 a PPR como autor del delito -anteriormente mencionado- por omisión al no actuar ante el asesinato llevado a cabo de su bebé.[29]
30. Bernardo Montoya. Condenado el 10 de diciembre de 2021 a PPR y diecisiete años por la violación y asesinato de Laura Luelmo.[30]
31. Un hombre anónimo de 31 años de San Vicente del Raspeig. Condenado el 5 de enero de 2022 a PPR y quince años por asesinar a su padre asestándole 69 puñaladas con dos cuchillos de cocina.[31]
32. Thomas Handrick. Condenado el 17 de febrero de 2022 a PPR y 39 años por el asesinato de su hijo mayor, crimen de su exesposa e intento de asesinato del niño de 7 años.[32]
33. Ana Sandamil. Condenada el 28 de febrero de 2022 a PPR por asfixiar a su hija de siete años.[33]
34. Marian C. Condenado el 9 de marzo de 2022 a PPR por asesinar a martillazos a su pareja.[34]
35. Mariano Daniel Vásquez. Condenado el 1 de abril de 2022 a prisión permanente revisable por dejar morir a su mujer mientras grababa su agonía en Viladecans, Barcelona, en junio de 2019. [35]
36. Ginés S. A. Condenado el 19 de octubre de 2022 a PPR por asesinar a su hijo de siete meses de su expareja.[36]
37. Adrián González Sisa, el Plátano. Condenado el 9 de diciembre de 2022 a PPR por asesinar a un menor de 17 años.[37]
38. José Luis Abet Lafuente. condenado el 24 de marzo de 2023 por haber asesinado en la localidad gallega de Valga a su ex mujer, su ex cuñada y su ex suegra a tiros delante de los hijos de Abet, menores de edad, la mañana del 16 de septiembre de 2019. [38]
39. Francisco Javier Almeida López de Castro, condenado el 18 de abril de 2023 a PPR como autor del delito de agresión sexual y asesinato sobre un menor de 9 años en Lardero el 28 de octubre de 2021. La condena impuesta fue de Prisión permanente revisable por asesinato con alevosía y 15 años por agresión sexual.[39]
40. Igor Postolache. Condenado el 28 de abril de 2023 a PPR por asesinar a una niña de 14 años que vivía en su mismo edificio, tras varias puñaladas. Se suicidó el 9 de agosto de 2023 en prisión.[40]
41. Andrés Gómez S. Condenado el 18 de julio de 2023 a PPR por asesinar a Isabel de la Rosa que fue vendedora de la ONCE.[41]
42. Adrián Negrut. Condenado el 24 de noviembre de 2023 por haber violado, asesinado y descuartizado a Rocío Caíz, de 17 años, con quien tenía una hija, el 2 de junio de 2021 en Estepa, Sevilla.[42]
43. Beatriu Friginal, condenada el 31 de enero de 2024 por el asesinato de su marido, Isaac Guillén, de 45 años y aquejado de una enfermedad degenerativa que le provocaba parálisis en las piernas y el desplazamiento en silla de ruedas.[43]
44. José Antonio A. C. Condenado el 1 de febrero de 2024 por haber matado a puñaladas a su hijo de 11 años el 3 de abril de 2022 en su vivienda de la localidad valenciana de Sueca.[44]
45. Héctor James T. G. Condenado el 28 de febrero de 2024 por nueve cuchilladas al dueño de una casa en la que trabajaba, que lo sorprendió robando en un cuarto de la vivienda en Jávea.[45]
46. Eugenio Delgado. Condenado el 27 de mayo de 2024 por haber violado y asesinado a su vecina Manuela Chavero, el 5 de julio de 2016 en Monesterio, Badajoz. Se convirtió en el primer condenado a prisión permanente revisable en la Región de Extremadura.[46]
47. Cristina Rivas. Condenada el 29 de mayo de 2024 por haber asesinado a su hija Yaiza, de 4 años, el 31 de mayo de 2021 en Sant Joan Despí (Barcelona).[47]
48. Pedro Antonio Guevara, alias "el Margarito". Condenado el 29 de mayo de 2024 por haber violado y asesinado a Manuela Romero, el 7 de octubre de 2021 en Lorca, Murcia. Se convirtió en el primer condenado a la prisión permanente revisable en la Región de Murcia. La acusación particular estuvo defendida por el Abogado Pedro Gimenez Romero.[48]
49. José del Carmen Reyna. Condenado el 7 de junio de 2024 por haber violado y asesinado a su exmujer Teodora Ichaccaya, el 4 de abril de 2022 en Almonacid (Toledo).[49]
50. Santiago Cepeda. Condenado el 13 de junio de 2024 mató a su sobrino de tres años asfixiándolo en el baño de la casa familiar de Santiago de Compostela.[50]
51. Nazzaryn Navarro Núñez. Condenado el 4 de julio de 2024 por violar y asesinar a una menor de 14 años a las afueras de la localidad de Alcalá la Real, Jaén.[51]
52. David Soler, alias "el Tuvi". Condenado a prisión permanente el 15 de diciembre de 2024 por agredir sexualmente, torturar y matar a una joven de 19 años en Carcagente, Valencia, en noviembre de 2019, además de esconder durante dos años el cuerpo de la joven en un pozo.[52]
53. David Maroto. Condenado el 24 de enero de 2025 a PPR por asesinar a su pareja sentimental y a su hija de ocho años en el céntrico paseo de Zorrilla número 66 de Valladolid capital.[53]
54. Ali Khouch. Condenado el 3 de febrero de 2025 a PPR por asesinar a su esposa y embarazada de 21 semanas y a su hijo de siete años estrangulándolo en el domicilio familiar en sa Pobla. Fue el primer condenado a PPR en Baleares.[54]
55. José Reñones. Condenado el 24 de marzo de 2025 a PPR por asesinar a su hija de 11 meses y a otros 25 años de prisión por matar a su pareja, de la que tenía una orden de alejamiento en la casa de ambas en la localidad de  Liaño. Fue el primer condenado a PPR en Cantabria.[55]

En total son 44 hombres condenados a PPR y 11 las mujeres condenadas a PPR.

### Sentencias revocadas
De los 55 casos mencionados, únicamente siete han sido revisados:
- Sergio Díaz, condenado el 23 de marzo de 2018 por matar al abuelo discapacitado de su pareja.[5] El Tribunal Supremo revocó la sentencia el 24 de enero de 2019 por una aplicación indebida de los agravantes, sustituyendola por una pena de 24 años de prisión.[56]
- Patrick Nogueira, condenado el 15 de noviembre de 2018 a tres prisiones permanentes por acabar con la vida de sus tío y sus dos primos.[8] En junio de 2019, el Tribunal Superior de Justicia de Castilla-La Mancha revocó dos de dichas PPR, sustituyendolas por condenas de 25 años cada una, al estimar que no concurría la agravante de ensañamiento de los dos menores, que sí se recogió en la sentencia en primera instancia de la Audiencia Provincial de Guadalajara.[57]
- Rafael García, condenado el 8 de mayo de 2019 por apuñalar hasta la muerte a su mujer discapacitada. El Tribunal Superior de Justicia de Castilla-La Mancha anuló la sentencia el 3 de diciembre de 2019 y ordenó la repetición del juicio al considerar que la sentencia no estaba suficientemente motivada para considerar probados los hechos que se le imputaban.[58]
- Antonio Pérez Vázquez. condenado el 30 de septiembre de 2020 por estrangular hasta la muerte a su hijo de dos años y 3 años de prisión por maltratos continuados. La sala de lo Civil y Penal del Tribunal Superior de Justicia de la Comunitat Valenciana revocó la sentencia el 29 de abril de 2021 y les impusieron a 23 años de cárcel al mantener el delito de malos tratos y el de asesinato, pero sin apreciar la circunstancia mixta de parentesco y al estimar la atenuante de reparación del daño.[59]
- Cristina Jiménez Moraleda. condenada el 30 de septiembre de 2020 como autora del delito -anteriormente mencionado- por omisión al no actuar ante el asesinato llevado a cabo por su pareja. La sala de lo Civil y Penal del Tribunal Superior de Justicia de la Comunitat Valenciana revocó la sentencia el 29 de abril de 2021 y les impusieron a 23 años de cárcel como autora del delito -anteriormente mencionado- por omisión al no actuar ante el asesinato llevado a cabo por su pareja. Fue la primera mujer en ser revisada la condena a una PPR.[59]
- Juan Carlos Jiménez Jiménez. condenado el 16 de junio de 2021 por los asesinatos del de un padre y dos hijos perpetrados. El Tribunal Superior de Justicia de Navarra revocó la sentencia el 10 de noviembre de 2021 y les conmutaron la prisión permanente revisable decretada por 15 años de prisión, a los que habrá de sumar los otros 30 años por los otros dos crímenes (15 por cada uno) por los que ya fue condenado por la Audiencia Provincial.[60]
- Emilio Jiménez Jiménez. condenado el 16 de junio de 2021 como autor del delito -anteriormente mencionado- por omisión al no actuar ante el asesinato llevado a cabo por los asesinatos del de un padre y dos hijos perpetrados. El Tribunal Superior de Justicia de Navarra revocó la sentencia el 10 de noviembre de 2021 y les impusieron a 23 años de cárcel como autora del delito -anteriormente mencionado- por omisión al no actuar ante los asesinatos del de un padre y dos hijos perpetrados.[60]

## Propuesta de derogación
Con una iniciativa del PNV que cuenta con el apoyo de varios grupos, el Congreso de los Diputados tramitó desde octubre de 2017 una proposición de ley que anula la figura de la prisión permanente revisable. Dicha proposición de ley fue tomada en consideración por el pleno del Congreso el 10 de octubre. Este apoyó de forma mayoritaria dicha proposición de ley con 162 votos a favor, 129 en contra y 31 abstenciones. A favor de la derogación se pronunciaron el PNV, el PSOE, Unidos Podemos y otros grupos como Compromís o Bildu. Ciudadanos optó por la abstención, aunque su portavoz, Patricia Reyes Rivera, criticó la prisión permanente revisable.
La medida ya fue en su día recurrida por toda la oposición ante el Tribunal Constitucional. Algunos han señalado, sin embargo, la incoherencia de considerar inconstitucional la prisión permanente cuando España ha ratificado el Estatuto de la Corte Penal Internacional que recoge dicha pena. Precisamente el Consejo de Estado se pronunció sobre su constitucionalidad en relación con la ratificación por España de dicho Estatuto. Además, el Tribunal Europeo de Derechos Humanos de Estrasburgo considera que se trata de una pena ajustada al Convenio Europeo para la Protección de los Derechos Humanos y de las Libertades Fundamentales, que, a su vez, prohíbe las penas inhumanas. La aplicación de la prisión permanente revisable ha sido avalada por dicho tribunal en sus sentencias SSTEDH 12-2-2008 (Caso Kafkaris vs. Chipre) y 3-11-2009 (caso Meixner vs. Alemania), cuando la ley nacional ofrece la posibilidad de revisión de la condena de duración indeterminada con vistas a su conmutación, remisión, terminación o libertad condicional del penado.
La prisión permanente está ya en la legislación penal de la mayoría de los países europeos, tales como Francia, Alemania, Italia, Reino Unido, Bélgica, Dinamarca, Austria o Suiza.
Ante esto, en la plataforma en línea Change.org se inició una recogida de firmas para el mantenimiento de la prisión permanente revisable en España. En poco tiempo han recogido más de un millón de firmas. El sábado 3 de febrero dicha petición ya había conseguido más de dos millones de firmas.
En marzo, días antes de que se votase en el Congreso la propuesta de derogación, se habían alcanzado más de 3 millones de firmas a favor del mantenimiento de la prisión permanente revisable en España, sin que ello haya hecho cambiar de postura a la mayoría de los grupos contrarios a la misma. La excepción es Ciudadanos, que de estar a favor de su derogación, ha pasado a proponer su endurecimiento. Este cambio de postura fue criticado tanto por los grupos favorables como contrarios a la prisión permanente revisable, al considerar que no tienen una postura clara sobre la cuestión.
El 15 de febrero de 2018, el Departamento de Pastoral Penitenciaria de la Conferencia Episcopal Española emite un informe llamado "La prisión permanente revisable en España, a la luz del Departamento de Pastoral Penitenciaria". Este documento analiza en profundidad la PPR (qué es, para qué delitos, beneficios penitenciarios y la motivación del legislador) y se da un amplio abanico de razones (hermenéuticas, doctrinales, magisterio, legales, etc.) por las que la CEE la rechaza.
El 14 de marzo de 2018, más de cien catedráticos de derecho penal y penitenciario pidieron en un manifiesto la derogación de la prisión permanente revisable «porque sin aportar eficacia a la evitación de los delitos más graves compromete algunos de los valores fundamentales que nos configuran como sociedad democrática».
El 26 de octubre de 2021 el Tribunal Constitucional, en la nota informativa nº98/2021, declaró que la pena de prisión permanente revisable no vulnera los principios de reeducación y reinserción social que se recogen en la Constitución española. Además, indica que se trata de una pena proporcionada. La nota no pudo emitirse por unanimidad, ya que los magistrados Juan Antonio Xiol Ríos y Cándido Conde-Pumpido Tourón y la magistrada María Luisa Balaguer Callejón emitieron un voto particular considerando que esta condena debería haber sido declarada inconstitucional.